# Асанбаев, Карачал
Карачал Асанбаев (кирг. Карачал Асанбаев; род. 1946) — киргизский советский колхозник, депутат Верховного Совета СССР.

## Биография
Родился в 1946 году. Киргиз. По состоянию на 1974 год — член ВЛКСМ. Образование среднее.
С 1962 года — колхозник, а с 1964 года — старший чабан совхоза им. Боконбаева Токтогульского района Киргизской ССР.
Депутат Совета Национальностей Верховного Совета СССР 9 созыва (1974—1979) от Токтогульского избирательного округа № 348 Киргизской ССР. Депутат Верховного Совета Киргизской ССР трёх созывов (1971-1985).

## Награды
- Орден Ленина
- Орден Трудового Красного Знамени
- Орден Дружбы народов